# Neslihan Arın
Neslihan Arın, née Neslihan Yiğit le 26 février 1994 à Osmangazi, un district de Bursa, est une joueuse turque de badminton.

## Carrière
Elle dispute le tournoi de simple dames de badminton aux Jeux olympiques d'été de 2012 à Londres, et est éliminée en phase de poules.
Elle remporte aux Championnats d'Europe junior de badminton 2013 à Ankara la médaille de bronze en simple dames. La même année, elle obtient aux Jeux de la solidarité islamique à Palembang la médaille d'or en simple dames et la médaille de bronze par équipes et aux Jeux méditerranéens la médaille d'or en simple dames et en double dames avec Özge Bayrak.
Aux Jeux européens de 2015 à Bakou, elle est médaillée de bronze en double dames avec Özge Bayrak.
Elle remporte aux Jeux méditerranéens de 2018 ainsi qu'aux Jeux méditerranéens de 2022 la médaille d'or en simple dames.
Elle est médaillée de bronze en simple dames aux Championnats d'Europe de badminton 2021 et aux Championnats d'Europe de badminton 2022.